# Bâtiment Berlaymont
Pour les articles homonymes, voir Berlaymont.
Le bâtiment Berlaymont (ou Berlaymont tout court) est le siège de la Commission européenne, à Bruxelles, au confluent de la rue de la Loi et du boulevard Charlemagne. Il abrite les bureaux du président de la Commission européenne et des vingt-sept commissaires européens.
Il abrite également les services attachés aux cabinets du président et des commissaires, c'est-à-dire le secrétariat général, les services juridiques, les porte-paroles et la direction générale de la presse.

## Historique

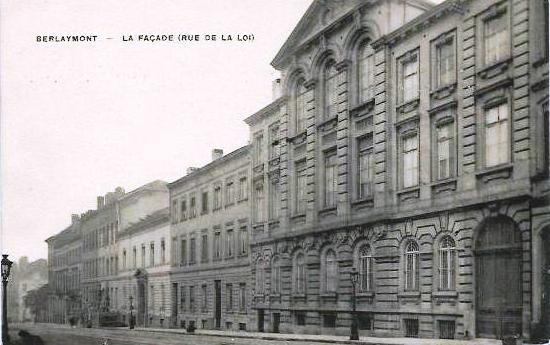
La façade du couvent-pensionnat Berlaymont vers 1905.

Le Berlaymont occupe la propriété du couvent des Dames de Berlaymont, un ancien pensionnat pour jeunes filles fondé par Marguerite de Lalaing et dirigé par les chanoinesses de Saint-Augustin. Celui-ci avait été fondé en 1625 dans l'hôtel de la fondatrice, rue de Berlaymont, près de la cathédrale des Saints Michel et Gudule et avait déménagé près du palais de justice de Bruxelles avant d'occuper, à partir de 1864, de nouveaux bâtiments à l'extrémité de la rue de la Loi.

### Première construction
En 1960, en vue d'héberger le siège de la Commission européenne, l'État belge a acheté le terrain pour y construire le bâtiment original.
Celui-ci a été conçu par l'architecte Lucien De Vestel mais son projet sera mis en œuvre par les architectes Jean Gilson et André et Jean Polak. Lucien De Vestel dessina un plan d'ensemble en croix avec quatre ailes inégales rattachées à un noyau central. À partir de celui-ci des tirants d'acier —fixés à une structure métallique débordant du noyau central— supportent les étages constitués de poutres préflex. C'est une innovation technique grâce à laquelle les ailes ne reposent pas à terre, mais sont suspendues. C'est la technique des ponts suspendus appliquée à un bâtiment.
Le bâtiment, avec une surface de plus de 240 000 m2 était destiné, dès le départ, à accueillir jusqu'à 3 000 fonctionnaires en mettant à leur disposition des bureaux, salles de réunions, cafeterias, un restaurant, des installations sanitaires et un studio de télévision.

### Désamiantage et rénovation
En 1991, le bâtiment est évacué par les fonctionnaires européens pour permettre son désamiantage et par la même occasion, organiser sa rénovation. Ces travaux coûtent très cher à l'État belge et font couler beaucoup d'encre. Après de multiples reports, ils sont achevés en 2004, à temps pour permettre l'installation de la nouvelle Commission.

### Réoccupation

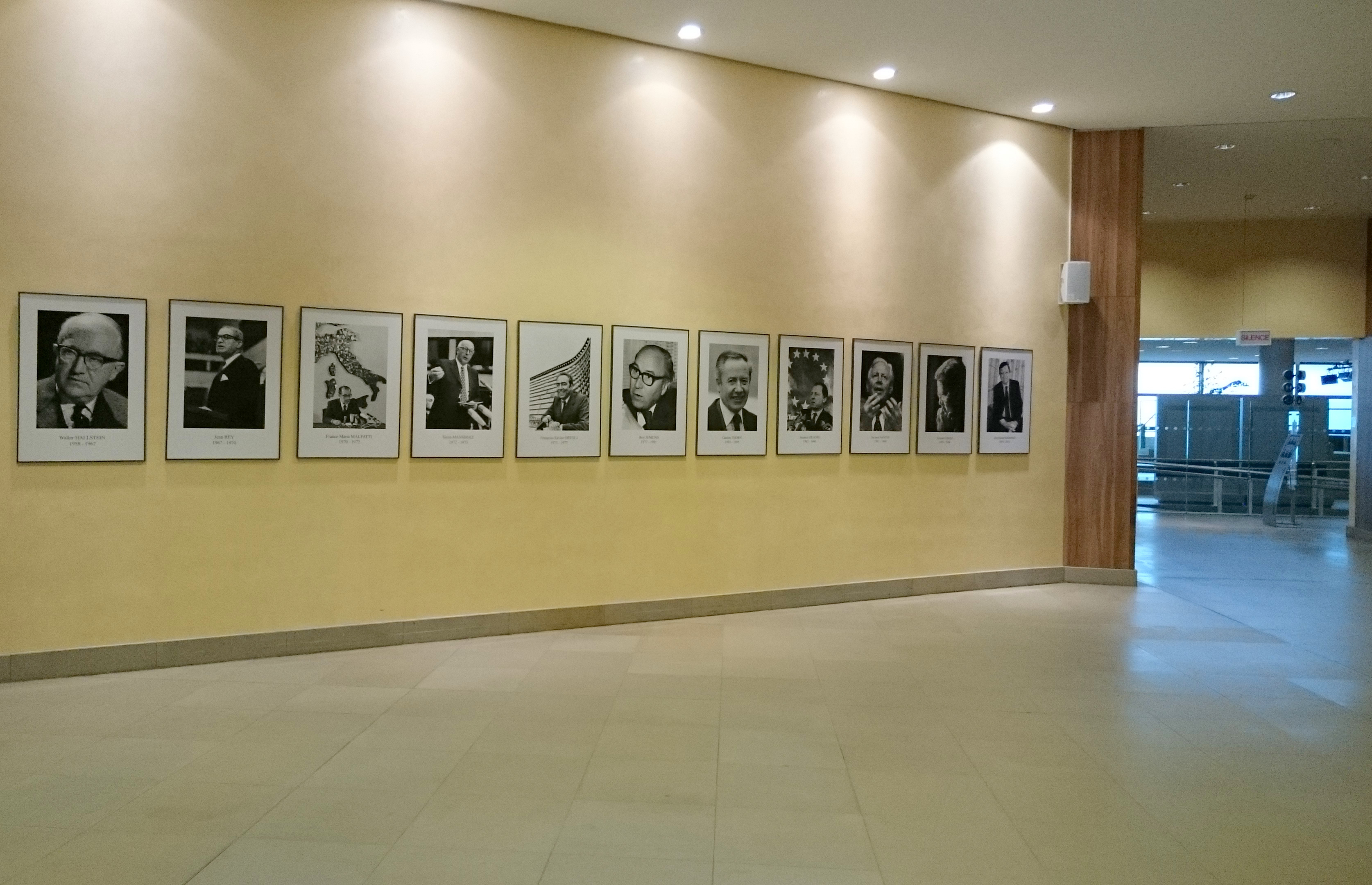
Photos des Présidents de la Commission à l'entrée.

Le bâtiment a été vendu à la Commission et inauguré le 21 octobre 2004 par Romano Prodi alors Président en fonction, Guy Verhofstadt premier ministre belge, Neil Kinnock et Didier Reynders.
Progressivement, les services attachés au Président ont réintégré les bureaux du Berlaymont. Mais c'est le 22 novembre 2004, date de prise en fonction de la Commission Barroso, que le bâtiment a été complètement occupé par tous les cabinets.

### Incendie de mai 2009

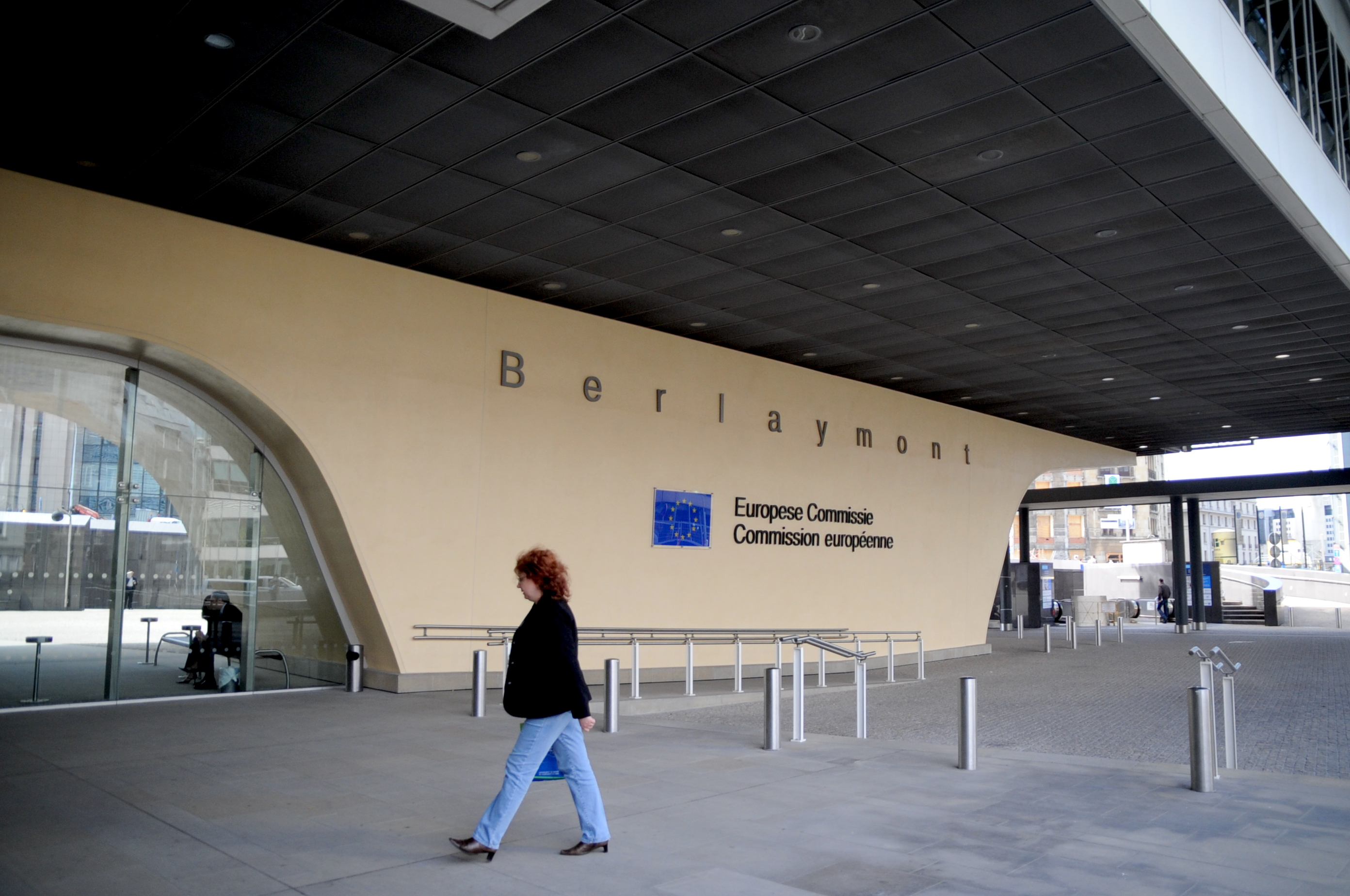
L'entrée du bâtiment Berlaymont, siège de la Commission européenne, le 18 mai 2009 à 11h25.

Le 18 mai 2009, un incendie s'est déclaré vers 13 heures dans un local technique situé sous les toits, dans les derniers étages du bâtiment. Les 2 700 personnes présentes dans le Berlaymont ont dû être évacuées ; parmi elles se trouvaient notamment le président de la Commission européenne, José Manuel Durão Barroso, dans le bâtiment au moment où s'est déclaré l'incendie, ou encore la commissaire Neelie Kroes.
Les pompiers de la ville de Bruxelles sont intervenus ; plusieurs équipes ont été mobilisées, et une partie du quartier européen a dû être temporairement fermée à la circulation.
Aucune victime n'a été à déplorer. L'incendie a été rapidement maîtrisé, et était complètement circonscrit en fin d'après-midi. Les dégâts semblent limités. L'origine de l'incendie est inconnue, mais la piste criminelle est a priori écartée.

## Logo de la Commission européenne
Le logo de la Commission européenne reprend une représentation stylisée du Berlaymont.

Logo de la Commission européenne, évocation stylisée du bâtiment Berlaymont
Logo de la Commission européenne, en français.
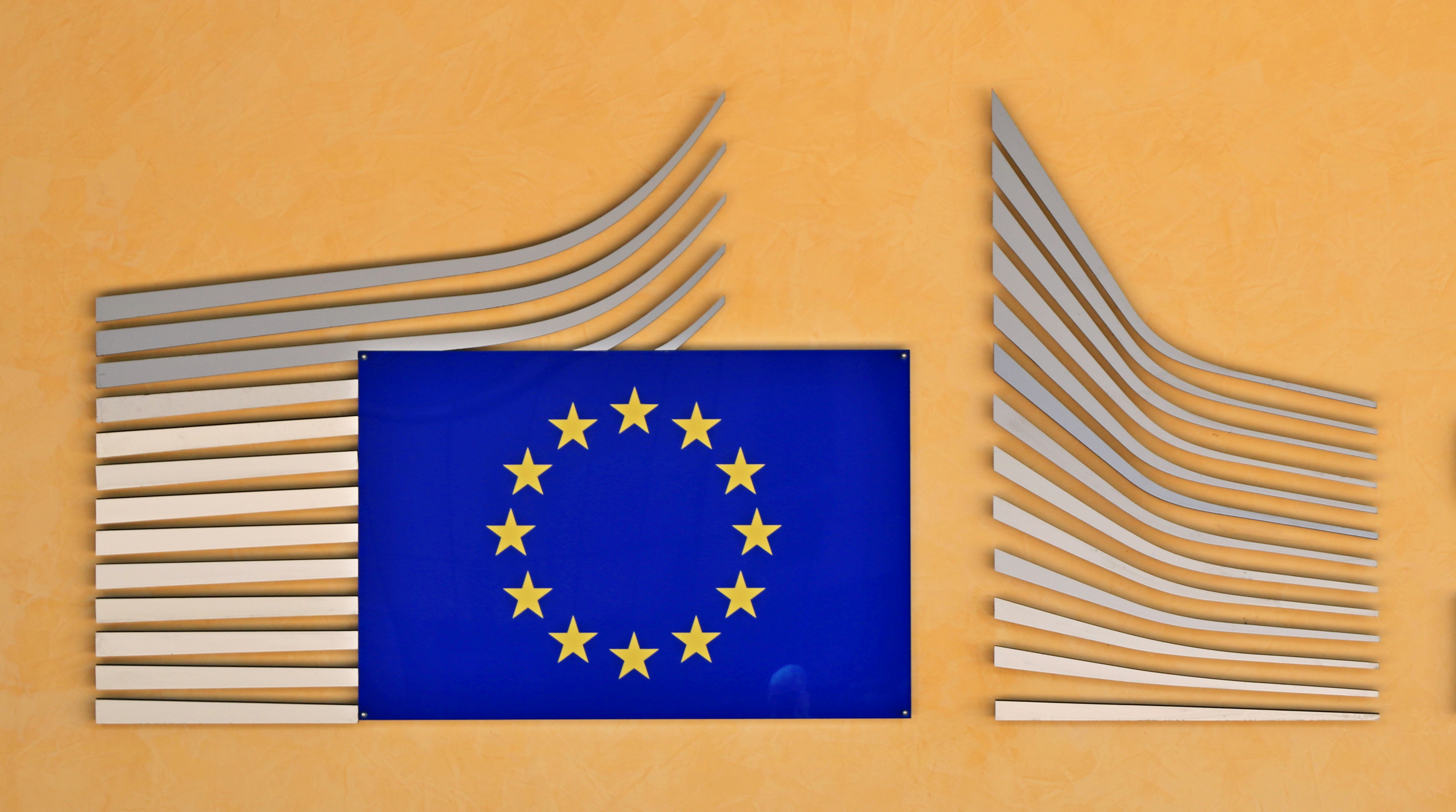
Le logo de la Commission européenne, à l'entrée principale du bâtiment.

## Quelques chiffres

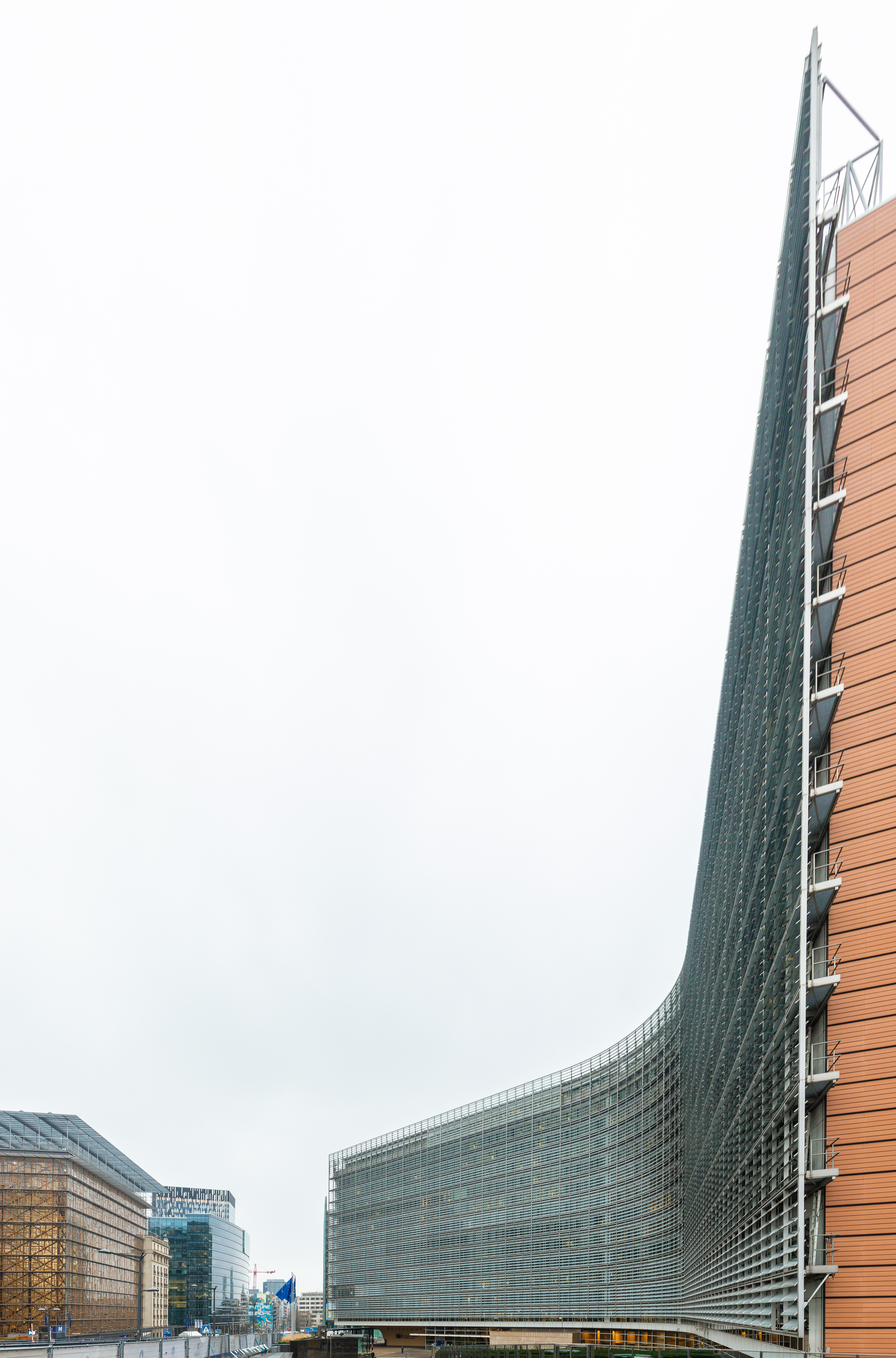
Entrée principale du bâtiment.

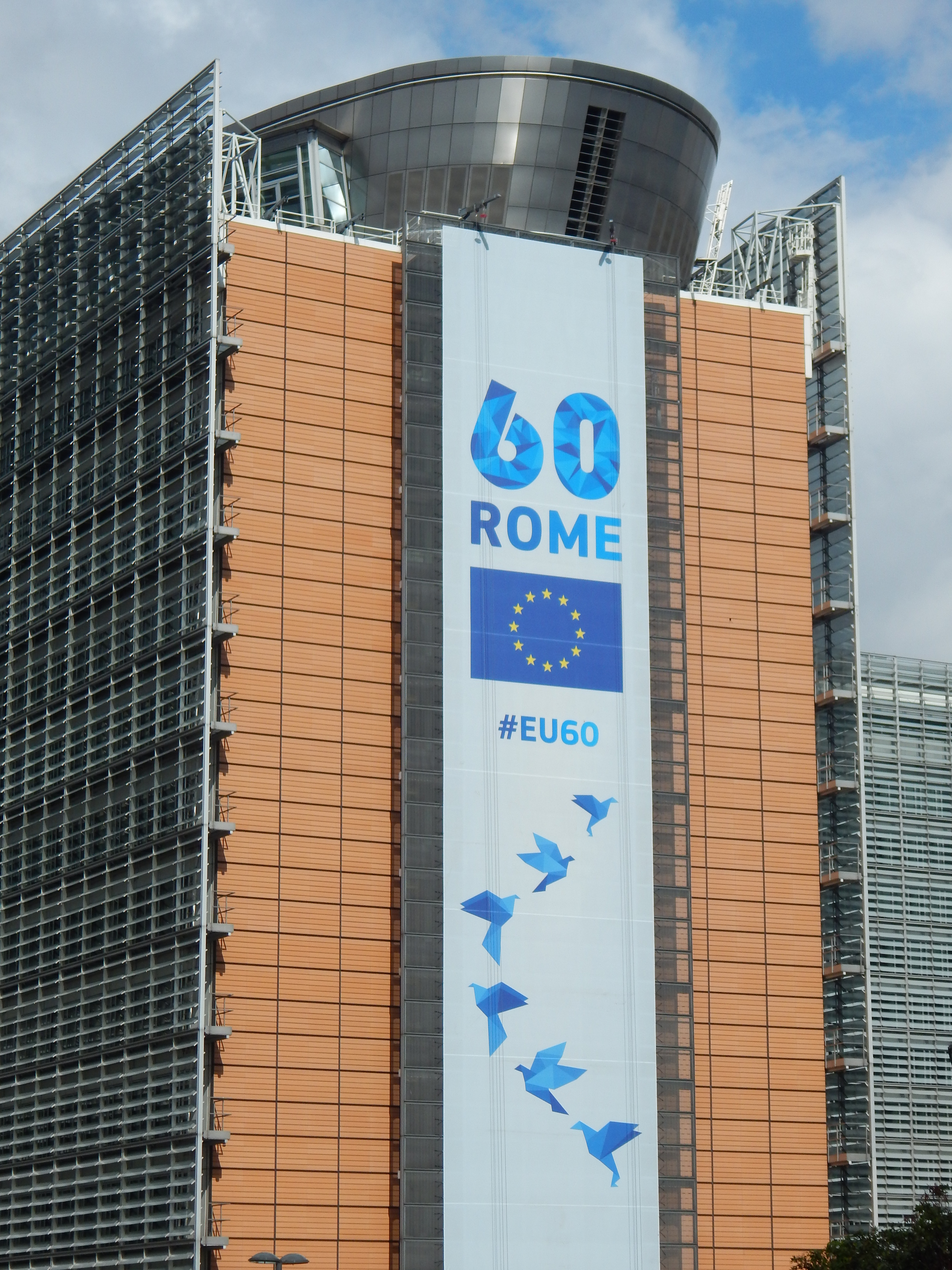
Affiche célébrant les 60 ans du traité de Rome, sur le bâtiment Berlaymont.

### Surface
- Surface hors sol : 130 309 m2
- Surface sous-sol : 111 206 m2
- Surface totale : 241 515 m2
- Surface terrain : 26 200 m2

### Occupation
- Nombre d’occupants : 2 700
- Nombre de places de parking : 1 156
- Nombre de visiteurs par jour : 700
- Nombre de salles de réunion : 33
- Nombre de cabines d’interprètes : 70
- Capacité salles de réunion : 933
- Capacité self-service : 900
- Nombre de couverts par jour : 2 700

### Technique
- Puissance installation de chauffage : 7 800 kW
- Puissance installation de refroidissement : 10 000 kW
- Puissance électrique : 13 000 kVA
- Puissance groupes de secours : 2 × 1 250 kVA
- Nombre d’ascenseurs : 47
- Nombre d’escalators : 12
- Puissance électrique de la cogénération : 2 500 kVA
- Puissance thermique de la cogénération : 2 600 kW

## Accès
| ___ | Ce site est desservi par la station de métro : Schuman. |

## Sources

## Complément